# Station Strasbourg-Roethig
Station Strasbourg-Roethig is een spoorwegstation in de Franse stad Straatsburg.

## Treindienst
| Serie      | Treinsoort | Route                                                                                            | Bijzonderheden |
| ---------- | ---------- | ------------------------------------------------------------------------------------------------ | -------------- |
| TER 830800 | TER (SNCF) | Strasbourg-Ville – Strasbourg-Roethig – Entzheim-Aéroport – Molsheim – Mutzig                    |                |
| TER 831700 | TER (SNCF) | Strasbourg-Ville – Strasbourg-Roethig – Entzheim-Aéroport – Molsheim – Obernai – Barr – Sélestat |                |